# Босански унитаризам
Босански унитаризам је политички појам којим се означавају тежње ка претварању Босне и Херцеговине у унитарну државу. Заговорници политичког унитаризма у Босни и Херцеговини залажу се за ревизију Дејтонског мировног споразума, са циљем укидања ентитета и успостављања унитарног државног уређења. Поборници таквих замисли деле се на две посебне скупине. Прву чине заговорници „грађанског” унитаризма, за шта се залажу неке мање политичке странке, првенствено социјалдемократског и либералног усмерења. Другу скупину чине поједине етничке странке, које се за унитаризацију Босне и Херцеговине залажу из другачијих побуда, првенствено ради остваривања својих ужих, етнополитичких циљева. Најзначајнија политичка групација у Босни и Херцеговини која се залаже за унитаризацију државе је Странка демократске акције, која окупља знатан део етничких Бошњака. Под окриљем ове странке је формулисан посебан бошњачки концепт политичке унитаризације, који се по крајњем циљу знатно разликује од „грађанског” концепта унитаризације, за који се залажу неке мање странке.

## Грађански (политички) концепт
Као идеолошки и политички покрет, савремени унитаризам се у Босни и Херцеговини развио током друге половине 20. века, када је у склопу унутрашњег преуређења југословенске федералне јединице Босне и Херцеговине извршено укидање свих облика обласне, односно регионалне самоуправе, који су током првих година по окончању Другог светског рата постојали на подручјима Херцеговине и Босанске Крајине.
У време избијања политичке кризе у Југославији (1990—1992), поједине странке су у оквирима Босне и Херцеговине усвојиле унитаристичку политику, коју је најагресивније заступала Странка демократске акције, на челу са Алијом Изетбеговићем. Унитаристичко уређење Босне и Херцеговине је снажно подржавала и Социјалдемократска партија Босне и Херцеговине, на челу са Нијазом Дураковићем. Наступајући управо са унитаристичких позиција, руководство СДА је почетком 1992. године одбило Кутиљеров план који је подразумевао децентрализацију власти у Босни и Херцеговини. Ово одбијање је било један од главних узрочника за избијање рата, током којег се идеологија босанског унитаризма показала у својим најекстремнијим видовима.
Као производ политичког радикализма и екстремизма, идеологија босанског унитаризма се након 1995. године манифестовала у виду залагања за ревизију Дејтонског мировног споразума, са циљем укидања ентитета и успостављања унитарног државног уређења. Пошто је таква политика претходно довела до рата (1992), заговорници босанског унитаризма су након 1995. године променили начин борбе за остваривање својих политичких циљева, те данас наступају првенствено са „грађанских” позиција, што њихови критичари сматрају политичком мимикријом, којом се желе прикрити праве намере.
Као првенствено политички покрет, босански унитаризам по правилу заузима амбивалентан однос према етничким питањима, тако да се упоредо са њим јавио и посебан босански интегрализам, који се заснива на тези да етничке и друге поделе треба превазићи стварањем јединствене босанске нације, као опште политиче нације, засноване на превазилажењу традиционалних етничких и религијских подела.

## Бошњачки концепт
Бошњачки концепт је посебан етнополитички концепт, који заговарају поједине странке и организације етничких Бошњака, а огледа се у залагању за увођење политичког унитаризма у Босни и Херцеговини. Овај концепт тежи рушењу постојећег уставног и државног поретка Босне и Херцеговине, којим је загарантована равноправност два политичка ентитета и три конститутивна народа. Заговорници овог концепта теже ка стварању унитарне државе, под доминацијом једног народа, етничких Бошњака, који у етнички мешовитој Босни и Херцеговини чине око половине становништва (50,1 % према званичним, али спорним резултатима пописа из 2013. године).

### Историјски контекст
По окончању Другог светског рата (1945), Босна и Херцеговина је установљена као једна од република нове Југославије, а њено формирање је било вид компромиса између супротстављених српских и хрватских државно-територијалних концепата. На пописима из 1948., 1953. и 1961. године, најбројнији народ у Босни и Херцеговини били су Срби, док Муслимани (данас познати као Бошњаци) тада нису били ни признати као народ, већ су у пописима исказивани као „неопредељени муслимани” или „неопредељени Југословени”. На попису из 1971. године, Муслимани су били признати као један од народа Југославије, а према истом попису, постали су тада бројнији од Срба у Босни и Херцеговини.
У време распада СФРЈ, етнички Муслимани и Хрвати у Босни и Херцеговини су 1992. године одржали референдум о независности Босне и Херцеговине, што је био узрок трогодишњег рата. Овај рат је окончан Дејтонским споразумом из 1995. године, којим је Босна и Херцеговина уставно и државно-правно дефинисана као држава састављена од два равноправна ентитета и три равноправна конститутивна народа.

### Политичко деловање заговорника овог концепта
Многи бошњачки националисти који су тежили претварању мултиетничке Босне и Херцеговине у државу под доминацијом једног народа, нису се помирили са државно-политичким решењима из Дејтонског споразума и почели су да промовишу идеју ревизије овог споразума, укидања Републике Српске и стварања унитарне Босне и Херцеговине која би дефакто била под доминацијом етничких Бошњака. Промовисање таквог унитаристичког концепта од стране ових бошњачких националиста је главни узрок честих политичких сукоба и спорова у пост-дејтонској БиХ.
У Федерацији Босне и Херцеговине су почетком 2014. године избили немири у којима је запаљена зграда Председништва БИХ, као и зграде влада кантона Сарајево, Тузла и Зеница. Ове наводно „социјалне немире” покренула је такозвана група „Удар”, која је своје ставове формулисала кроз фејсбук статусе. Главни политички захтев ове групе је враћање на снагу ратног Устава Републике БиХ из 1993. године.

## Сољашње везе
- Mirjana Kasapović (2007): Bosanski unitarizam Архивирано на веб-сајту  (26. децембар 2018)
- Geopolitika: Bosanski unitarizam.
- Haris Silajdžić (2017): Ja sam bosanski unitarista
- Zlatko Lagumdžija (2018): Građanska ideja se ne može nametati unitarizmom
- Ivo Lučić (2018): Strahota 'građanstva' bosanskih unitarista
- Ivo Lučić (2019): Bosanski unitarizam se toliko osilio da mu više ne treba ni Lovrenović